# Pesjak (priimek)
Pesjak je priimek več znanih Slovencev:
- Helena Pesjak (1849—1917), koncertna in operna pevka (hči Luize)
- Karel Pesjak (1857—?), ravnatelj Tobačne tovarne
- Lambert Pesjak, pisec spominov (koroški Slovenec)
- Laura Pesjak, pevka zabavne glasbe
- Luiza Pesjak (1828—1898), pesnica, pisateljica in prevajalka
- Mihael Pesjak (Pessiak) (1776—1842), trgovec, poslovnež
- Robert Pesjak (*1985), hokejist
- Simon Ignac Pesjak (1778—1857), trgovec
- Pessiak (Pesjak), trgovska rodbina iz Krope